# Vaso de expansión

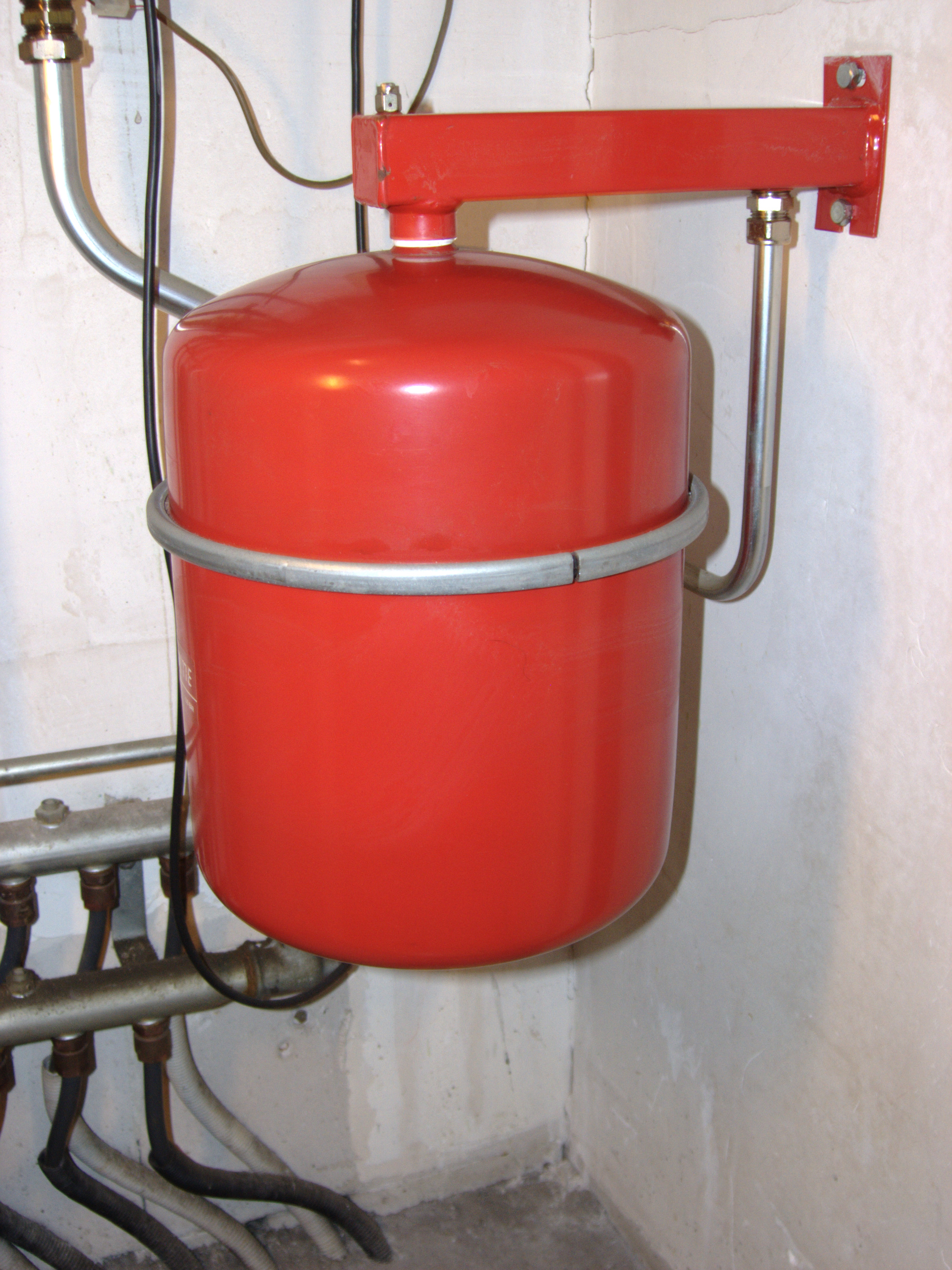
Vaso de expansión.

El vaso de expansión tiene como fin absorber las variaciones de volumen de un fluido contenido en un circuito cerrado al variar su temperatura, manteniendo la presión entre límites preestablecidos e impidiendo, al mismo tiempo, pérdidas y reposiciones de la masa de fluido.
Durante mucho tiempo se empleó para este fin un depósito abierto a la atmósfera  mediante un tubo o rebosadero y situado en la parte más alta del circuito (de este tipo de depósito viene el nombre de vaso, que puede parecer absurdo en los tipos cerrados). Aunque el depósito se dimensionaba para contener el aumento de volumen del fluido, en multitud de ocasiones, parte de este se expulsaba al exterior, lo que implicaba falta de llenado en frío con la correspondiente entrada de aire al circuito y los problemas de funcionamiento que esto supone, además del peligro inminente de oxidación.

## Ventajas del vaso cerrado
La introducción del vaso de expansión cerrado ha supuesto un gran avance debido a sus evidentes ventajas sobre el vaso abierto:
- No se requieren rebosaderos ni circuitos de purga y queda prácticamente eliminado el tubo de expansión que unía el circuito con el vaso.
- Al quedar el circuito totalmente cerrado al exterior, se evitan las pérdidas de agua por exceso de volumen o por  evaporación,y  en consecuencia no es necesario el rellenado periódico de la instalación.
- Se evitan las  deposiciones por entrada de agua nueva en el circuito: óxidos y carbonatos, manteniéndose una buena conductividad térmica  del fluido y eliminándose la obturación de conductos a largo plazo.
- No hay entrada de aire en la instalación, con lo que se elimina el riesgo de oxidación.
- Posibilidad de trabajar con agua sobrecalentada.

Es desaconsejable, por tanto,  la utilización de vaso de expansión abierto en cualquier circunstancia,  incluso en instalaciones en las que exista la posibilidad de que la temperatura media prevista sea sobrepasada, como  es el caso de las calderas que utilizan combustibles sólidos. En este caso se deben prever sistemas de acumulación o disipación del calor sobrante y si a pesar de ello la presión alcanza el valor de seguridad, abrirá la válvula o válvulas de seguridad (mejor dos en serie. Ver Comentarios al RITE).

## Principio de funcionamiento
El vaso de expansión cerrado para instalaciones con circuito hermético, consiste en un recipiente de chapa de acero con dos compartimentos, separados por una membrana elástica; uno de ellos contiene aire o nitrógeno y actúa como elemento elástico que absorbe las variaciones de volumen experimentadas por el agua que llena el circuito, el otro compartimento está en contacto con la instalación y por tanto lleno de agua. El vaso se construye normalmente en acero según DIN 17100  y se suelda en  atmósfera inerte. La membrana es generalmente de neopreno, de gran elasticidad, resistente al calor y baja permeabilidad a la molécula de dinitrógeno. La cámara de nitrógeno se halla separada del exterior  mediante una pequeña válvula antirretorno (obús de neumático), que permite evacuar parte del gas o recargarle en caso de falta de presión.
El vaso viene de fábrica con el gas a una presión de llenado, que se debe de comprobar, y en su caso ajustar, en la puesta en marcha de la instalación a un valor  igual o ligeramente superior al de la presión de llenado del circuito cerrado.
Consideremos un vaso como el de la figura. Tal como se ha dicho, en frío, las presiones en el lado del gas y en el lado de la instalación son iguales y la membrana permanece recta. A medida que la instalación se calienta, aumenta el volumen del agua contenida, lo que deforma la membrana elástica y comprime el volumen de gas, el cual disminuye tanto como aumentó el del agua. Según la ley de Boyle-Mariotte, la presión variará proporcionalmente y de forma inversa a la variación de volumen. Este aumento de presión tendrá que ser tal, que la presión final del circuito, no sobrepase la presión de timbre del elemento  de la instalación que la tenga más baja.

## Montaje y puesta en marcha
El vaso de expansión cerrado puede montarse en cualquier punto de la instalación; no obstante, de no existir inconveniente, es aconsejable situarlo en la aspiración de la bomba, ya que esta será  la zona con menor presión de todo el sistema y el punto de conexión del vaso se constituye como punto de presión nula o  presión de referencia del circuito.
La línea roja de la figura adjunta recoge los valores de la presión a lo largo de una instalación de calefacción. La línea comienza en el punto de conexión del vaso de expansión, que es el que corresponde a la presión de referencia y termina en el mismo punto, ya que se trata de un circuito cerrado. En la bomba, la presión pasa de un valor inferior a la referencia en la aspiración hasta alcanzar el punto más alto del circuito a la salida de la bomba. Posteriormente la presión se va reduciendo lentamente debido a las pérdidas de carga en la tubería hasta llegar a los emisores donde sufre una caída brusca debido principalmente a las restricciones en las válvulas de entrada y salida, ya que el radiador en sí mismo, apenas tiene pérdida de carga. Después de los emisores, sigue descendiendo la presión por la tubería, hasta sufrir otra caída vertical debida a la pérdida de carga de la caldera y terminar otra vez en la referencia.
Toda instalación que deba trabajar en circuito hermético respecto a la atmósfera deberá estar equipada preceptivamente de una válvula de seguridad para la protección contra sobrepresiones y manómetro para el control de la presión a que se halle el sistema. 
El llenado de la instalación debe hacerse desde la parte inferior de la misma, muy lentamente y con todas las purgas abiertas, que se irán cerrando a medida que el agua llegue a ellas.
Previo al llenado definitivo de la instalación, se deben hacer llenados y vaciados sucesivos hasta garantizar la eliminación de todos  los  residuos, como limaduras o restos de soldadura, que hayan podido quedar en el interior del circuito como resultado de los trabajos de instalación. A continuación se procederá a realizar las pruebas de tubería exigidas por el RITE.
Una vez realizado de conformidad todo esto, se puede proceder a la puesta en calor de todo el circuito hasta alcanzar la máxima temperatura de trabajo prevista y mantenerla durante 7 u 8 horas. Se debe comprobar que la presión que adquiere la instalación cuando se ha estabilizado la temperatura, no sobrepasa la presión máxima considerada.     
Durante la puesta en calor deberán efectuarse repetidas purgas de aire, ya que el aire disuelto en el agua, queda libre al calentarse ésta.
Por último, dejar enfriar la instalación hasta alcanzar una temperatura aproximada de 40 °C. La presión debe descender hasta 0,1 o 0,2 kp/cm² por encima de la presión equivalente a la altura estática. Si la presión final fuese inferior a la indicada debe procederse al rellenado de la instalación. No es conveniente llenar en exceso, ya que las evacuaciones de agua sobrante pueden provocar a largo plazo deposiciones calcáreas en el asiento de la válvula de seguridad.

## Cálculo del vaso
El método de cálculo del vaso de expansión queda establecido en la norma UNE 100155. 
Para un vaso de expansión  cerrado, con fluido en contacto directo (sin diafragma) o indirecto (con diafragma) con un gas presurizado, el volumen total del vaso se calculará mediante la siguiente ecuación:

El coeficiente de expansión es siempre positivo y menor que la unidad , representa, obviamente, la relación entre el volumen útil del vaso de expansión, que debe ser igual al volumen de fluido expansionado, y el volumen total de fluido contenido en la instalación:
El coeficiente de expansión del agua entre la temperatura de 4 °C, a la que corresponde el volumen específico mínimo, y la temperatura máxima de funcionamiento del sistema puede expresarse teóricamente mediante la siguiente relación (válida hasta 210 °C):
donde la función de la temperatura del denominador puede expresarse mediante el polinomio de cuarto orden:
con un error porcentual máximo inferior al 1%.
El coeficiente de presión para el cálculo del volumen total de los vasos cerrados sin trasiego de fluido al exterior del sistema, se halla partiendo de la ecuación de estado para los gases perfectos, considerando que la variación de volumen tenga lugar a temperatura constante (ley de Boyle y Mariotte). Este coeficiente, positivo y mayor que la unidad, representa la relación entre el volumen total y el volumen útil del vaso de expansión:
en el caso de vasos con diafragma:
La presión mínima de funcionamiento, se elegirá de manera que, en cualquier punto del circuito y con cualquier régimen de funcionamiento de la  bomba de circulación, la presión existente sea superior a la presión atmosférica o a la tensión de saturación del vapor de agua a la máxima temperatura de funcionamiento, la mayor entre las dos.
En particular, la presión mínima en el vaso deberá ser tal que se eviten fenómenos de cavitación en la aspiración de la bomba ; para ello, deberá comprobarse que el NPSH disponible en el lugar de emplazamiento de la bomba sea superior al NPSH requerido por el fabricante de la misma. En cualquier caso, deberá tomarse un margen de seguridad  tanto mayor cuanto más elevada sea la temperatura de funcionamiento, con un mínimo de 0,2 bar para sistemas a temperaturas inferiores a 90 °C y de 0,5 bar para sistemas a temperaturas superiores.
La presión máxima de funcionamiento será ligeramente menor que la presión de tarado de la válvula de seguridad, que, a su vez, será inferior a la menor entre las presiones máximas de trabajo de los equipos y aparatos que forman parte del circuito.  
Naturalmente, las presiones mínima y máxima, establecidas como se ha indicado arriba, deberán se corregidas de acuerdo a la altura geométrica del emplazamiento del vaso de expansión.
En resumen, el cálculo de un VE cerrado se hará siguiendo los siguientes pasos:
- Se calcula el volumen total de agua contenido en el circuito (tuberías, generadores, unidades terminales, etc.), haciendo uso de los datos suministrados por los fabricantes.
- Se determina la temperatura máxima de funcionamiento del sistema. En caso de circuitos de agua caliente y sobrecalentada, esta temperatura será la media entre las temperaturas de impulsión y de retorno. En caso de circuitos de agua refrigerada o salmuera, se adoptará la temperatura máxima que se prevea pueda alcanzar el sistema cuando esté parado, con un mínimo de 30 °C para redes en el interior de edificios y 40 °C para redes situadas al exterior.
- Se calcula el coeficiente de expansión  con  la fórmula indicada.
- Se determinan las presiones de trabajo, siguiendo los criterios mencionados anteriormente.
- Se calcula el coeficiente de presión por medio de la ecuación  correspondiente, según el vaso sea sin membrana o con membrana, respectivamente.
- Por último, se calcula el volumen total del vaso de expansión con la primera ecuación  dada.

## Tipos de sistemas de expansión
Los sistemas de expansión se clasifican en:

### Sin transferencia de masa al exterior del circuito
- abierto

El vaso de expansión abierto, tal como se dijo anteriormente no es recomendable y fue prohibido su uso en la última edición del RITE del año 2007. En realidad no hace tal prohibición específicamente, sino que textualmente dice: Los circuitos cerrados de agua o soluciones acuosas estarán equipados con un dispositivo de expansión de tipo cerrado. Es en los Comentarios al RITE donde se clarifica y reafirma su interpretación.
- cerrado con membrana

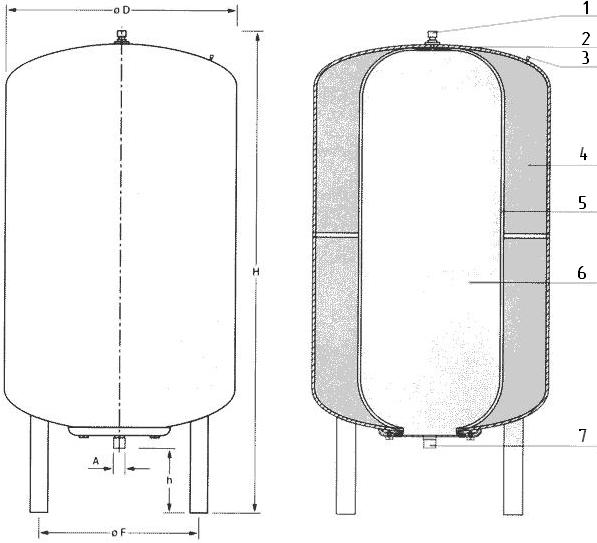
vaso de expansión cerrado con membrana.

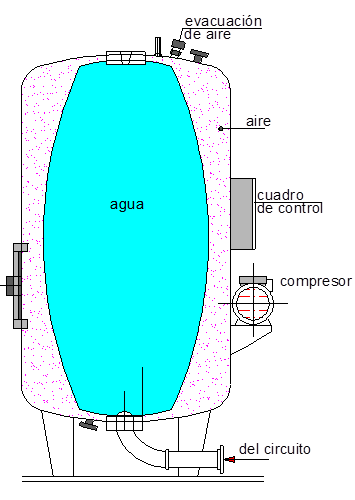
vaso de expansión por transferencia de aire con compresor

Es el sistema descrito en este artículo como más comúnmente utilizado en sistemas de calefacción y refrigeración.

### Con transferencia de masa al exterior del circuito
Se usan en sistemas de gran potencia y con mucho volumen de agua. Los hay de dos tipos:
- Con transferencia de aire

Son sistemas controlados por compresor. Los depósitos son de gran capacidad y pueden llegar hasta 20 m³.El aumento de volumen del agua a causa del aumento de la temperatura, es recogido dentro de la membrana, mientras el aire contenido entre la membrana y el depósito se evacua al exterior a través de una válvula de purga. Debido a esta reducción del colchón de aire, el depósito puede absorber un volumen de expansión prácticamente igual a su volumen total, manteniéndose la presión de la instalación regulada dentro de un margen muy estrecho. Cuando el descenso de la temperatura del agua origina una disminución de su volumen y una caída de la presión, automáticamente el compresor aporta el aire necesario al depósito para que la membrana al inflarse, restituya el agua a la instalación y se siga manteniendo constante su presión.
- Con transferencia de agua

En instalaciones de 30 MW y hasta 250 MW, la masa transferida es el agua, cuyo volumen se controla mediante un sistema de bombeo automático.Con estos sistemas se recurre a un trasiego del fluido desde el circuito hacia un depósito de almacenamiento exterior o viceversa, según se trate de la fase de dilatación o contracción, manteniendo la presión del circuito prácticamente constante, bien entendido dentro de los límites impuestos por la banda proporcional de los aparatos de control. Es altamente recomendable la utilización de un gas inerte (nitrógeno) para rellenar el colchón encima de la superficie libre del agua. En este caso, puede no haber membrana de separación entre el agua y el gas de presurización.

## Importancia del vaso de expansión
El vaso de expansión, como se puede deducir de todo lo ya dicho, es uno de los elementos clave en el funcionamiento de un circuito de calefacción. De hecho, gran parte de las averías más comunes en estos sistemas, provienen de la falta o defecto de funcionamiento de este elemento.
Es muy común, por ejemplo,   en las instalaciones de calefacción, que baje la aguja del indicador de  llenado y todos los días haya que rellenar la instalación con  agua nueva. Cuando esto ocurre, lo más frecuente es achacar el problema  a una fuga. Pues bien, en la práctica totalidad de los casos, esto es debido a falta de presión en el vaso de expansión.
Si, en frío, la presión de gas del vaso, es baja, la presión de agua de la instalación ya está deformando la membrana y por tanto disminuyendo el volumen de gas. Al subir la temperatura de la instalación, la presión aumentará más de lo previsto y se alcanzará durante el funcionamiento la presión de tarado de la válvula de seguridad, que escupirá una cantidad de agua hasta restablecer la presión al máximo admitido. Esta agua expulsada en caliente, es la que faltará a la mañana siguiente con la instalación fría. Si no se repone, el aire que la sustituye se distribuye por el circuito, originando defectos de circulación y efectos insospechados en los elementos terminales, lo que provoca en algunas ocasiones decisiones precipitadas y desde luego no necesarias.
El rellenado sistemático diario, tampoco es una buena solución, por las deposiciones del agua nueva y porque se aumenta considerablemente el riesgo de corrosión.
Conviene comprobar de vez en cuando, el estado del vaso de expansión. Para ello se presiona el obús  y se comprueba si sale aire. Si lo que sale es agua, significa que la membrana está picada y el agua de la instalación se pasa a la cámara de aire. En este caso hay que cambiar la membrana, si es recambiable, y si no el vaso.
Si sale aire y venimos notando descenso del nivel de agua, se vacía la caldera hasta que no haya agua en el vaso y con un manómetro se mide la presión de aire. Si ésta es baja, hay que inyectar aire hasta alcanzar la presión correspondiente a la altura geométrica de la instalación.